# Lac Onega
Pour les articles homonymes, voir Onega.

Le lac Onega (en russe : Онежское озеро, Onejskoïe ozero ; en finnois/carélien : Ääninen ou Äänisjärvi), également connu sous le nom d'Onego, ou encore d'Oniégo, est le second lac d'Europe par son étendue, après le lac Ladoga.
Le lac Onega, avec son émissaire le Svir, forme un bassin hydrographique de 83 200 km2, par ailleurs sous-bassin du bassin du lac Ladoga.

## Description
Situé au nord-ouest de la Russie européenne, dans la république de Carélie (rives ouest, nord et est), l'oblast de Léningrad (rive sud-ouest) et l'oblast de Vologda (rive sud-est), il est le 17e lac mondial par sa superficie : 9 690 km2 (9 720 en comptant les îles qu'il contient), pour une longueur de 248 km (du nord au sud) et une largeur de 91,6 km. Sa surface est à 33 m d'altitude. Sa profondeur maximale est de 127 m. 
Ce lac contient 1 369 îles et îlots. La plus grande est Bolchoï Kliménetski (ru), mais la plus connue est Kiji, renommée pour son enclos paroissial en bois (pogost de Kiji), répertorié par l'UNESCO. Il est alimenté par pas moins de 58 rivières, et son émissaire, le Svir, se déverse dans le lac Ladoga. Le lac est gelé de novembre-décembre à avril-mai.
La presqu'île de Zaonejie, qu'il contient dans sa partie nord-ouest, s'étend loin vers le centre du lac.
Le lac est directement relié à la mer Blanche par le canal mer Baltique - mer Blanche, à la mer Caspienne et à la mer Noire par la Volga, à la mer Baltique par le Svir. Toutes ces voies navigables permettent un important trafic.
Petrozavodsk, la capitale de la république de Carélie, est située sur la côte ouest du lac Onega, tout comme Kondopoga. Medvejiegorsk se trouve à la pointe nord du lac.